# Marosina longirostris
Marosina longirostris is een garnalensoort uit de familie van de Atyidae. De wetenschappelijke naam van de soort is voor het eerst geldig gepubliceerd in 2005 door Cai & Ng.